# Entovalva mirabilis
Entovalva mirabilis is een tweekleppigensoort uit de familie van de Lasaeidae. De wetenschappelijke naam van de soort is voor het eerst geldig gepubliceerd in 1890 door Voeltzkow.